# Die Bestie von Shanghai
Die Bestie von Shanghai ist ein US-amerikanischer Abenteuerfilm aus dem Jahr 1947 von Edwin L. Marin mit George Raft und June Havoc in den Hauptrollen. Der Film wurde von Star Films produziert und von United Artists vertrieben.

## Handlung
Nachdem sein Flugzeug beim Schmuggel von Waren ins Nachkriegschina beinahe abgeschossen wurde, teilt Pilot Brad Dunham seinem Kontaktmann Ramon Perez mit, dass er für seine Bemühungen mehr Geld verlangt. Brad kehrt daraufhin in sein Hotel in Shanghai zurück und erfährt dort, dass sein Zimmergenosse und Freund Steve Ellis sich erhängt hat. In seinem Abschiedsbrief erwähnt Steve die in Ungnade gefallene Fliegerstaffel, der er und Brad einst angehörten, und erinnert Brad daran, dass er nun der „Letzte“ sei. Deprimiert und verbittert geht Brad in die Hotelbar, um etwas zu trinken, und erfährt von dem mürrischen Ramon, dass ihr „Boss“ sich geweigert hat, ihm mehr Geld zu zahlen. Mit Hilfe des Rikschafahrers Louie Chen spürt Brad die Lastwagenladung Fracht auf, die er für Ramon geschmuggelt hat, und stiehlt sie dreist. Als Ramon wissen will, wo Brad das „große Paket“ deponiert hat, besteht Brad darauf, dass Ramon ihn zum „Boss“ bringt. Brad ist überrascht, als er erfährt, dass „der Boss“ eine schöne Russin namens Tamara Baranoff ist. Brad bietet an, den Aufenthaltsort der Fracht zu verraten im Austausch für einen 50-prozentigen Anteil am Gewinn und eine Partnerschaft bei Tamaras Schwarzmarktgeschäft. Tamara ist von dem harten Brad angezogen und willigt ein, ihn zu ihrem Partner zu machen. Als Beweis für ihr Engagement feuert sie Ramon. 
Brad trifft in seinem Hotel seinen alten Freund, den Reporter Mark Andrews. Nachdem Brad Mark einlädt, mit ihm ins Zimmer zu kommen, bekundet Mark sein Vertrauen in Brad, der zusammen mit Steve und zwei anderen Männern drei Jahre zuvor von der Armee vor ein Kriegsgericht gestellt wurde. Zu Brads Bestürzung enthüllt Mark, dass er an einer Geschichte über den Schwarzmarkt in Shanghai arbeitet. Einige Zeit später schaut Brad in einem Waisenhaus vorbei, um Linda Arnold zu treffen, eine attraktive Sozialarbeiterin, die er zuvor im Hotel kennengelernt hat. Brad weiß nicht, dass Tamara, die sich als philanthropische Importeurin ausgibt, ebenfalls im Waisenhaus ist und ihn mit Linda sieht. Bald darauf erfährt Brad, dass eines von Tamaras Schiffen von ihrem Rivalen Karidian angegriffen und seine illegale Reisladung gestohlen wurde. Brad stellt Karidian zur Rede, für den Ramon jetzt arbeitet, hat aber keinen Beweis für seine Schuld.
Zur gleichen Zeit wird Marks erste Schwarzmarktgeschichte veröffentlicht und Tamara rät Brad, sich um seinen Freund zu „kümmern“. Tamara warnt Brad auch davor, sich von Linda fernzuhalten, deren wirklicher Name, wie sie verrät, Linda Parker ist. Beim Abendessen befragt Brad Linda nach ihrer Identität und sie gesteht, dass sie die Schwester eines der anderen Männer aus Brads Staffel ist und ihn aufgesucht hat, um die Unschuld ihres Bruders zu beweisen. Brad und Louie Chen entführen einen von Karidians Lastwagen und spenden einen Teil seines Reises dem Waisenhaus, während sie den Rest verstecken. Mark hat Brads Kriegsgerichtsverfahren untersucht und weiß, dass Tamara diejenige war, die sein Flugzeug zum Schmuggeln von Schmuggelware benutzt hat. Er droht, sie zu entlarven, wenn sie Brads Namen nicht reinwaschen kann. Tamara lehnt Marks Ansinnen ab und kontaktiert Karidian, der dem idealistischen Mark mitteilt, dass Brad tief in den Schwarzmarkt verstrickt ist. Auf Nachfrage gibt Brad seine Beteiligung an dem Geschäft freimütig zu und weigert sich trotz Marks Bitten, aufzuhören. Brad warnt Tamara und Karidian, dem von ihm enttäuschten Reporter nichts anzutun. Kurz darauf liefert Mark seine belastendste Geschichte an eine Shanghaier Zeitung, doch das Manuskript wird gestohlen, bevor es veröffentlicht werden kann. Auf dem Weg zur Zeitungsredaktion mit einer Durchschrift wird Mark von einem von Karidians Männern niedergestochen. Der tödlich verwundete Mark bittet Brad, die Geschichte zu liefern, und kurz bevor er im Krankenhaus stirbt, enthüllt er ihm Tamaras Mitschuld an seinem Kriegsgerichtsverfahren. 
Nachdem er Louie Chen angewiesen hat, alle Lebensmittel, die Tamara auf dem Schwarzmarkt gekauft hat, an ihre hungernden Nachbarn zu verteilen, hält Brad, von seinem Gewissen geplagt, Tamara davon ab, mit Ramon aus China zu fliehen. Bewaffnet zwingt er Tamara, ein Geständnis zu schreiben, das ihn und Lindas Bruder von aller Schuld freisprechen würde, doch als sie es unterschreibt, wird Brad von einem bewaffneten Ramon überrascht. Während Brad und Ramon sich streiten, löst sich aus Ramons Waffe ein Schuss, der Tamara tötet. Die Polizei erscheint, um Ramon festzunehmen, und da sein Name und sein Gewissen endlich rein sind, vereinigt sich Brad mit einer liebevollen Linda.

## Hintergrund
Gedreht wurde der Film vom 28. April bis Mitte Juni 1947.
Arthur Lonergan oblag die künstlerische Leitung. Robert Priestley war für das Szenenbild zuständig. 
Das Titellied Intrigue stammte von Harry Akst und Samuel Lerner.

## Synchronisation
| Rolle                    | Schauspieler     | Deutscher Synchronsprecher |
| ------------------------ | ---------------- | -------------------------- |
| Brad Dunham              | George Raft      | O. E. Hasse                |
| Tamara Baranoff          | June Havoc       | Ursula Grabley             |
| Lina Parker/Linda Arnold | Helena Carter    | Bettina Schön              |
| Marc Andrews             | Tom Tully        | Franz Nicklisch            |
| Ramon Perez              | Marvin Miller    | Hans Emons                 |
| Karidian                 | Dan Seymour      | Hans Stiebner              |
| Mike                     | Jay C. Flippen   | Walter Schramm             |
| Louie Chen               | Philip Ahn       | Ernst Konstantin           |
| Portier                  | Charles Lane     | Wolfgang Kühne             |
| Miss Carr                | Edna Holland     | Elisabeth Ilna             |
| Kapitän                  | Michael Visaroff | Erich Dunskus              |

Anmerkung: Die kursiv geschriebenen Namen sind Rollen und Darsteller, die nicht im Abspann erwähnt wurden.

## Veröffentlichung
Die Premiere des Films fand am 6. Dezember 1947 in New York statt. In der Bundesrepublik Deutschland kam er am 26. Januar 1951 in die Kinos, in Österreich im März 1952.

## Kritiken
Der Kritiker des TV Guide bemängelte, der Film sei alles andere als faszinierend. Er sehe aus wie ein Comic und enthalte so ziemlich jedes Klischee, das mit Geschichten über den Orient verbunden ist.
Das Lexikon des internationalen Films schrieb: „Langatmiger Abenteuerfilm.“
Die Filmzeitschrift Cinema benötigte für ihr Urteil nur ein Wort: „Mühsam.“